# Kaonde (L.40) jezici
Kaonde (L.40) jezici malena podskupina od jednog jezika koja čini dio šire skupine centralnih bantu jezika u zoni L, nigersko-kongoanska porodica. Jedini joj je predstavnik jezik kaonde kojim govori oko 243,000 ljudi, i to većina od 207.000 u Zambiji (2006), a ostalih 36.000 u DR Kongu (1995). 
Centralnoj L zoni pripadaju zajedno s podskupinama bwile (L.10), Luba (L.30), nkoya (L.50) i songye (L.20). 

## Vanjske poveznice
- Ethnologue (14th)
- Ethnologue (15th)